# Habitatrichtlijngebied (België)

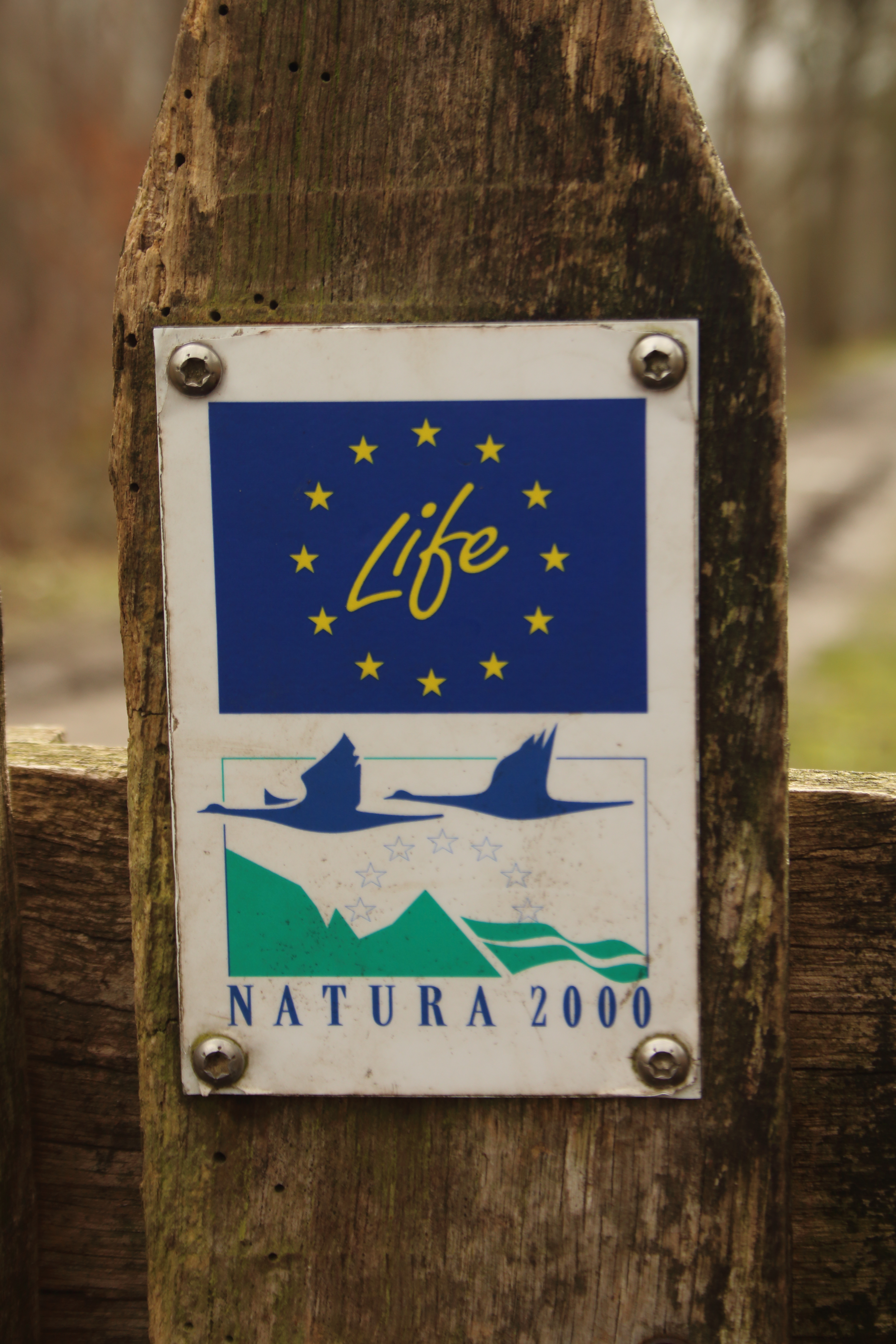
Natura 2000-logo in het Maldegemveld

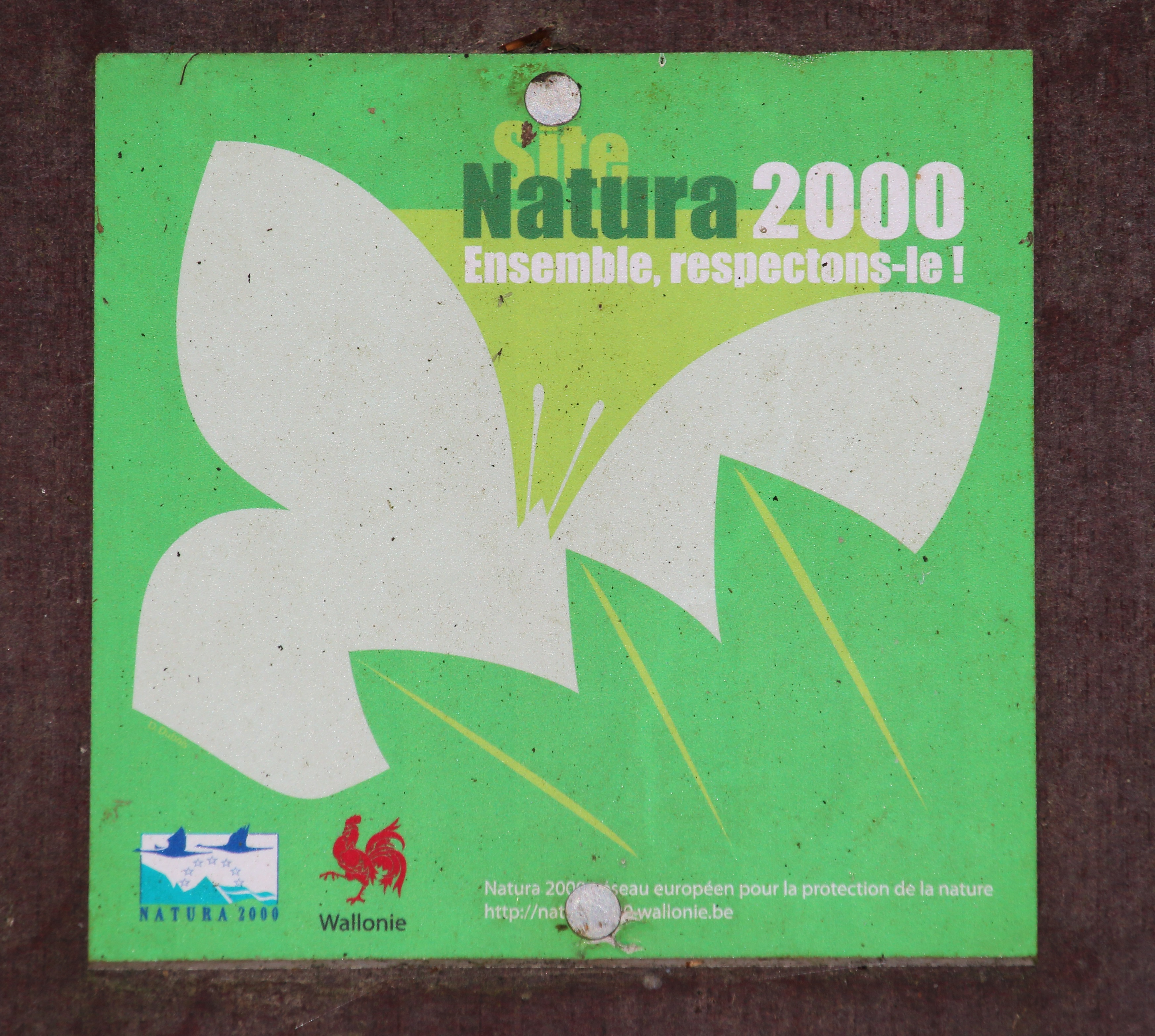
Natura 2000-logo in het Livierenbos (Wallonië)

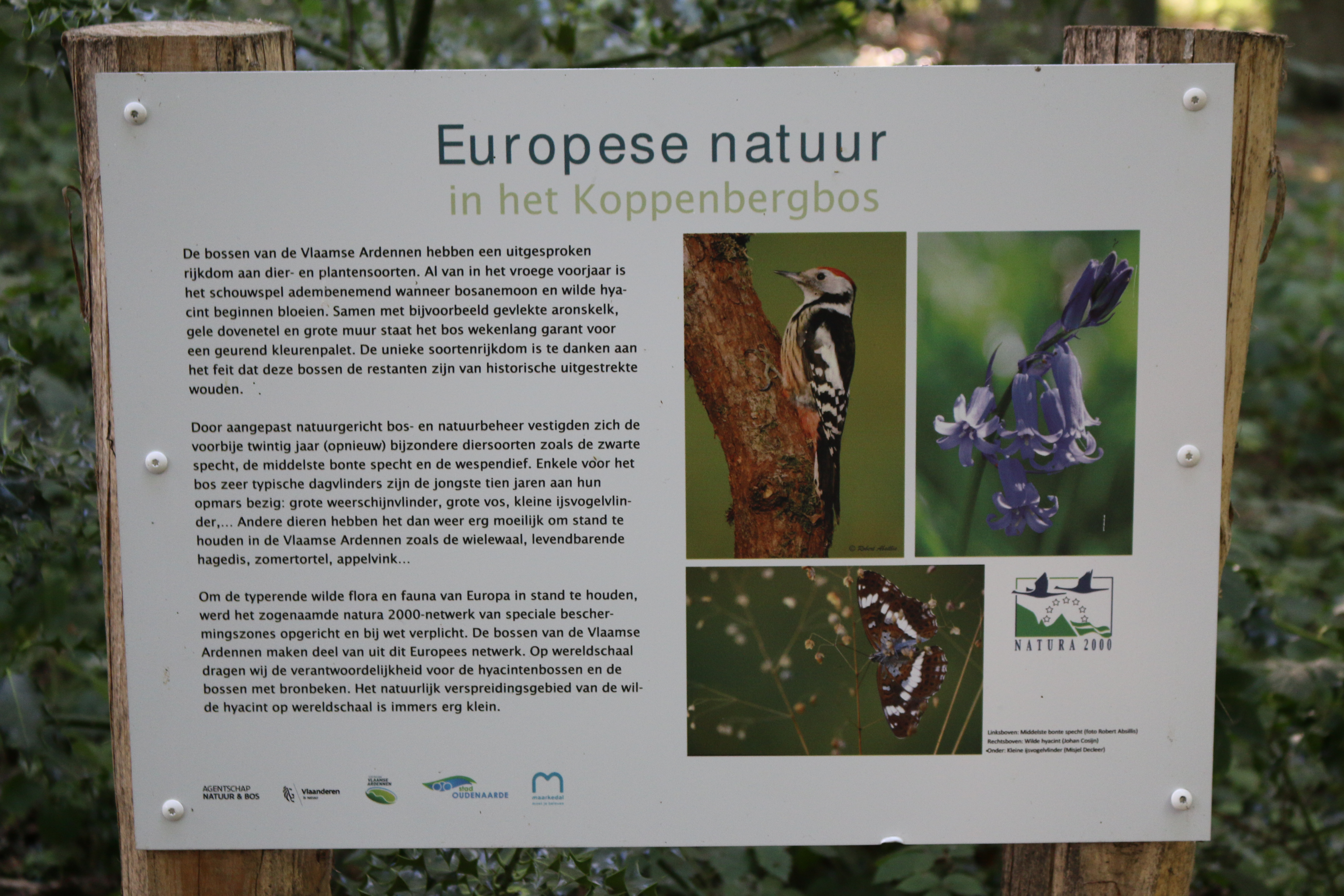
Natura 2000-gebied Koppenbergbos

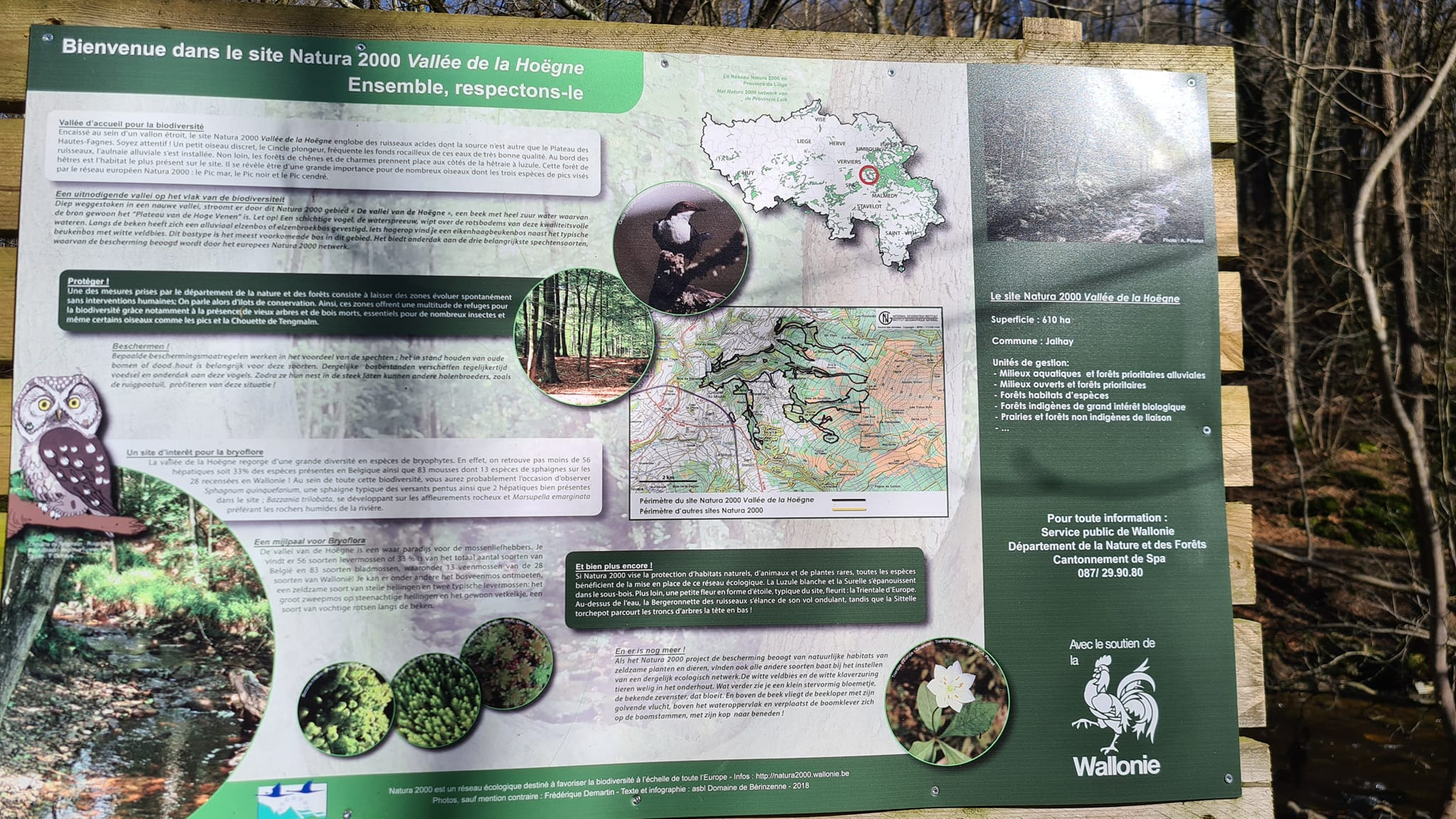
Natura 2000-gebied Vallei van de Hoëgne

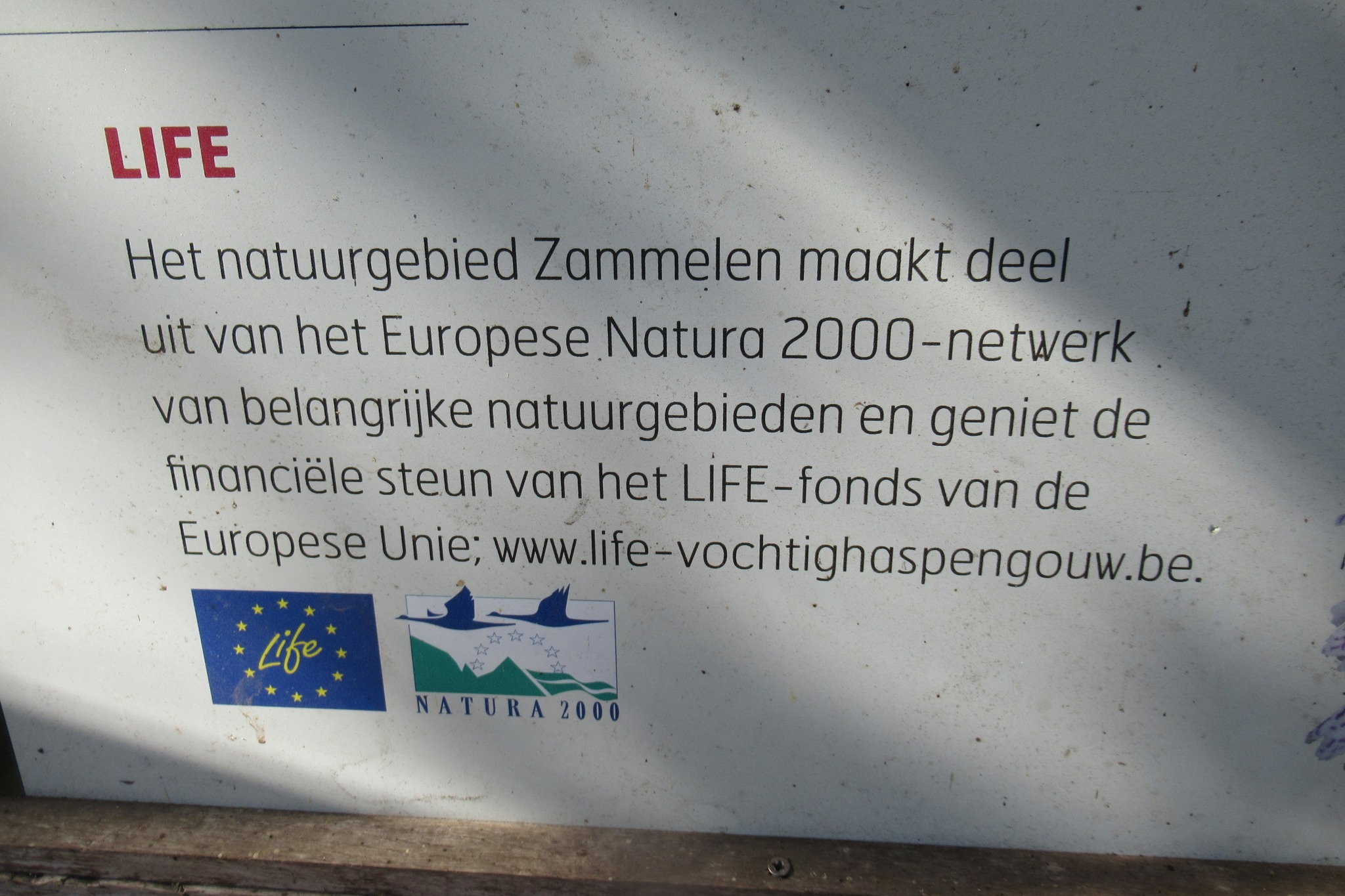
LIFE-projecten in Natura 2000-gebieden

Op 21 mei 1992 werd de Europese richtlijn 92/43/EEG inzake de instandhouding van de natuurlijke habitats en de wilde flora en fauna, beter bekend als de Habitatrichtlijn, uitgevaardigd. Deze richtlijn heeft tot doel de biodiversiteit in de lidstaten te behouden en streeft naar de instandhouding en het herstel van de natuurlijke habitats en de wilde flora en fauna die hiervan deel uitmaken.
Hiertoe worden Speciale Beschermingszones afgebakend, de zogenaamde Habitatrichtlijngebieden (SBZ-H). Deze gebieden maken (samen met de vogelrichtlijngebieden) deel uit van het Europese ecologische Natura 2000-netwerk.

## Lijst van Habitatrichtlijngebieden in Vlaanderen en Brussel

### Vlaanderen (Vlaams Gewest)
- Duingebieden inclusief IJzermonding en Zwin
- Polders
- West-Vlaams heuvelland
- Bossen, heiden en valleigebieden van Zandig Vlaanderen: westelijk deel
- Bossen en heiden van Zandig Vlaanderen: oostelijk deel
- Schelde en Durme-estuarium van de Nederlandse grens tot Gent
- Bossen van de Vlaamse Ardennen en andere Zuid-Vlaamse bossen
- Zoniënwoud
- Bossen van het zuidoosten van de Zandleemstreek
- Hallerbos en nabije boscomplexen met brongebieden en heiden
- Valleigebied tussen Melsbroek, Kampenhout, Kortenberg en Veltem
- Valleien van de Dijle, Laan en IJse met aangrenzende bos- en moerasgebieden
- Valleien van de Winge en de Motte met valleihellingen
- Demervallei
- Kalmthoutse Heide
- Klein en Groot Schietveld
- Bos- en heidegebieden ten oosten van Antwerpen
- Kempense kleiputten (Het Blak, Kievitsheide, Ekstergoor en nabijgelegen kamsalamanderhabitats)
- Heesbossen, Vallei van Marke en Merkske en Ringven met valleigronden langs de Heerlese Loop
- Vennen, heiden en moerassen rond Turnhout
- Valleigebied van de Kleine Nete met brongebieden, moerassen en heiden
- De Maten
- Bosbeekvallei en aangrenzende bos- en heidegebieden te As-Opglabbeek-Maaseik
- Vallei- en brongebied van de Zwarte Beek, Bolisserbeek en Dommel met heide en vengebieden
- Mangelbeek en heide- en vengebieden tussen Houthalen en Gruitrode
- Valleien van de Laambeek, Zonderikbeek, Slangebeek en Roosterbeek met vijvergebieden en heiden
- Hageven met Dommelvallei, Beverbeekse Heide, Warmbeek en Wateringen
- Abeek met aangrenzende moerasgebieden
- Itterbeek met Brand, Jagersborg en Schootsheide en Bergerven
- Mechelse heide en vallei van de Ziepbeek
- Plateau van Caestert met hellingbossen en mergelgrotten
- Uiterwaarden langs de Limburgse Maas en Vijverbroek
- Bossen en kalkgraslanden van Haspengouw
- Voerstreek
- Bovenloop van de Grote Nete met Zammelsbroek, Langdonken en Goor
- Jekervallei en bovenloop van de Demervallei
- Overgang Kempen-Haspengouw
- Historische fortengordels van Antwerpen als vleermuizenhabitat

### Brussel (Brussels Hoofdstedelijk Gewest)
- Bossen en open gebieden in het zuiden van het Brussels Gewest (Ukkel), waaronder het Vronerodepark, het Engeland- en Kauwbergplateau, het Verrewinkelbos en het Kinsendael-Kriekenputreservaat
- Bossen en vochtige gebieden van de Molenbeekvallei in het noordwesten van het Brussels Gewest, waaronder het Dielegembos, Poelbos, Laarbeekbos, Moeras van Jette, Moeras van Ganshoren)
- Zoniënwoud met bosrand en aangrenzende bosgebieden en Woluwevallei